# Heo Ga-yoon
Heo Ga-yoon (hangul: 허가윤; hanja: 許嘉允; nascida em 18 de maio de 1990), mais frequentemente creditada na carreira apenas como Gayoon (hangul: 가윤) é uma cantora e atriz sul-coreana. Ficou mais popularmente conhecida por ter sido integrante do grupo feminino 4Minute e da unidade 2Yoon.

## Biografia
Gayoon nasceu em 18 de maio de 1990 em Seul, Coreia do Sul. Ela ficou em nono lugar no concurso "Best Singer Contest" da SM Entertainment. Se graduou na Dongduk Girl's High School. Em 2008, apareceu no videoclipe I'm Yours de Mario com Seulong do 2AM.
Em 2011, Gayoon entrou para a Dongguk University, com especialização em teatro e cinema. Em setembro de 2014, ela foi nomeada embaixadora da Dongguk University, juntamente com outros artistas. Ela se formou em 2016.

## Carreira

### 2009–2012: 4Minute e atividades solo
Gayoon foi escolhida como uma das cinco integrantes do 4Minute. O grupo estreou com o single Hot Issue em 18 de junho de 2009, no programa musical M! Countdown. Em 10 de fevereiro de 2010, Gayoon apareceu na trilha sonora de The Woman Who Still Wanted to Marry, cantando o dueto One Two Three com Han Yejin. Em 3 de setembro de 2010, Gayoon foi a artista em destaque no álbum de Sunny Side, Bad Guy Good Girl com a canção de mesmo nome. Em outubro de 2010, ela foi um dos vinte artistas de diferentes grupos sul-coreanos que gravaram a canção Let's Go, com o objetivo de aumentar a participação pública na 2010 G20 Seoul summit. Ela forneceu vocais juntamente com os colegas de gravadora Yong Jun-hyung e G.NA.
Gayoon gravou Wind Blow para a trilha sonora de My Princess da MBC. A canção foi lançada em 5 de janeiro de 2011. Ela também gravou Shameless Lie para a trilha sonora de Lie to Me, da SBS, que foi composta por Jadu e E-Tribe. A canção foi lançada em 17 de maio de 2011. Gayon fez sua estreia na atuação no I'm a Flower Too com uma personagem estudante do ensino médio. Em 24 de outubro de 2011, ela lançou sua canção OST I Think It Was a Dream para Poseidon da KBS. Gayoon também foi destaque na canção de Mario Message e promoveu a canção ao lado dele.

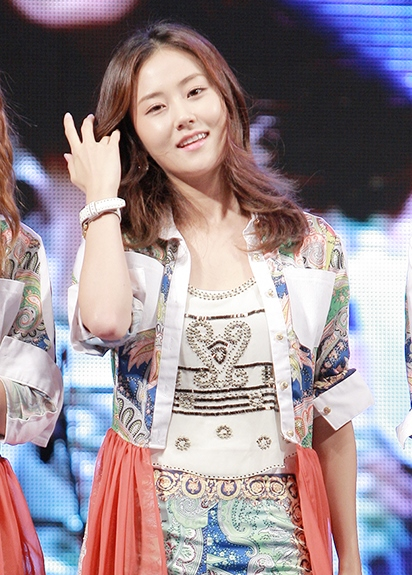
Gayoon se apresentando no Festival dos Livros de Paju, em 15 de setembro de 2012.

Em 2012, Gayoon interpretou Hyun Kyung (hangul: 현경) no drama Light and Shadow da MBC. Em maio de 2012, Gayoon fez uma aparição junto com a parceira de grupo Hyuna no Top Gear Korea. Gayoon lançou um single solo em 16 de novembro de 2012, intitulada My Love By My Side, um dueto com Ilhoon do BtoB. Como integrante do Mystic White, Gayoon lançou a canção Mermaid Princess, em 26 de dezembro de 2012. O grupo promoveu a canção no SBS Gayo Daejeon durante o final do ano.

### 2013–2016: 2Yoon e disband do 4Minute
Em 2014, Hyuna, Gayoon e Sohyun lançaram a canção Only Gained Weight para o álbum do décimo aniversário de Brave Brothers em janeiro. Em setembro, Gayoon se tornou MC para a terceira temporada de OnStyle. A temporada estreou em 12 de setembro.
Em 2015, Gayoon lançou um OST para Yong-pal da SBS, intitulado Nightmare, juntamente com Yong Jun-hyung, em 18 de agosto. Em novembro, revelou-se que Gayoon faria sua estreia na tela grande com o filme Father, Daughter. Gayoon, Jung So-min e Min Do-hee iriam atuar como filhas.
Em 15 de junho de 2016, a Cube Entertainment anunciou o fim do 4Minute, uma vez que as integrantes Gayoon, Jihyun, Jiyoon e Sohyun decidiram não renovar seus contratos com a gravadora.

### 2016–presente: Carreira na atuação
Em 14 de outubro, foi revelado que Gayoon estaria assinando um contrato com a BS Company para seguir carreira na atuação.

## Discografia
Para a discografia de Gayoon, ver também Discografia de 4Minute.

### Como artista principal
| Ano  | Álbum               | Canção                   |
| ---- | ------------------- | ------------------------ |
| 2011 | MBC My Princess OST | "Wind Blow"              |
| 2011 | SBS Lie To Me OST   | "Shameless Lie"          |
| 2011 | KBS Poseidon OST    | "I Think It Was a Dream" |

### Colaboração com outros artistas
| Ano  | Álbum                                      | Canção                                  | Artistas                                                  |
| ---- | ------------------------------------------ | --------------------------------------- | --------------------------------------------------------- |
| 2009 | What I Want To Do Once I Have A Lover      | "What I Want To Do Once I Have A Lover" | Dueto com Yoseob                                          |
| 2009 | Heart Damage                               | "Heart Damage"                          | Dueto com Yong Jun-hyung                                  |
| 2010 | MBC The Woman Who Still Wants to Marry OST | "One Two Three"                         | Dueto com Han Ye Ji                                       |
| 2010 | Bad Guy Good Girl                          | "Bad Guy Good Girl"                     | Dueto com Sunny Side                                      |
| 2012 | Road For Hope                              | "Be Alright"                            | com Yoseob, G.NA e Lee Changseob                          |
| 2012 | My Love By My Side Musical                 | "My Love By My Side"                    | Dueto com Jung Ilhoon                                     |
| 2012 | Text Message                               | "Text Message"                          | Dueto com Mario                                           |
| 2012 | Mermaid Princess                           | "Mermaid Princess"                      | com Mystic White (Ji Young, Bora, Lizzy, Sunhwa e Gayoon) |
| 2014 | Brave Brothers’ Anniversary Album          | "Only Gained Weight"                    | com Hyuna e Sohyun                                        |
| 2014 | Ryu-Cube Donation Project                  | "Small Moon"                            | com Yoseob, Eunkwang, Shin Ji-hoon & Ryu Hyunjin          |
| 2014 | MBC The Night Watchman's Journal OST       | "Wish"                                  | Dueto com Yoseob                                          |
| 2015 | SBS Yong-pal                               | "Nightmare"                             | Dueto com Yong Jun-hyung                                  |

## Filmografia

### Filmes
| Ano  | Título           | Papel     | Notas       |
| ---- | ---------------- | --------- | ----------- |
| 2016 | Father, Daughter | Kyung Mi  | Coadjuvante |
| 2017 | Drug King        | Jong Soon | Coadjuvante |

### Dramas
| Ano  | Título                   | Papel                     | Emissora | Notas       |
| ---- | ------------------------ | ------------------------- | -------- | ----------- |
| 2011 | Me Too, Flower!          | estudante do ensino médio | MBC      | Cameo       |
| 2012 | Light and Shadow         | Hyun Kyung                | MBC      | papel menor |
| 2013 | My Friend Is Still Alive | ela mesma                 | KBS      | Cameo       |
| 2015 | Let's Eat 2              | Hong Mina                 | tvN      | Cameo       |

### TV Shows
| Ano  | Título                                | Emissora | Notas                        |
| ---- | ------------------------------------- | -------- | ---------------------------- |
| 2012 | Top Gear Korea                        | tvN      | convidada, Temporada 2 Ep. 6 |
| 2013 | Happy Together                        | KBS2     | Temporada 3 Ep. 306          |
| 2014 | Hello Counselor                       | KBS      | Ep. 169                      |
| 2014 | Off to School                         | JTBC     | personagem regular           |
| 2014 | Style Log                             | OnStyle  | MC, Temporada 3              |
| 2015 | Hello Counselor                       | KBS      | convidada                    |
| 2015 | Chuseok Special Duet Song Festival 8+ | MBC      | membro do grupo de garotas   |

### Aparição em Videoclipes
| Ano  | Título                     | Artista                          | Papel     |
| ---- | -------------------------- | -------------------------------- | --------- |
| 2008 | "I'm Yours"                | Mario                            | ela mesma |
| 2010 | "Bad Guy Good Girl" Ver. 2 | Sunny Side                       | ela mesma |
| 2010 | Let's Go"                  | G20 Summit Artists (Grupo de 20) | ela mesma |
| 2013 | "Right There"              | Shin Ji-hoon                     | ela mesma |
| 2014 | "12:30"                    | Gayoon                           | ela mesma |